# Ernest Boheim
Ernest Henryk Boheim (ur. 31 marca 1887 we Lwowie, zm. po 1942) – podpułkownik saperów inżynier Wojska Polskiego, kawaler Orderu Virtuti Militari.

## Życiorys
Urodził się 31 marca 1887 we Lwowie, ówczesnej stolicy Królestwa Galicji i Lodomerii, w rodzinie Maksymiliana i Karoliny z Dubiskich. W 1899 rozpoczął naukę w klasie Ic c. k. Wyższej Szkoły Realnej we Lwowie. Od 1903 kontynuował naukę w klasie Va c. k. II Szkoły Realnej we Lwowie. 14 lipca 1906 zakończył naukę w klasie VII ze zdanym egzaminem dojrzałości. Studia rozpoczął w c. k. Szkole Politechnicznej we Lwowie, a następnie kontynuował na Politechnice w Brnie, gdzie otrzymał dyplom inżyniera komunikacji. Po odbyciu praktyki inżynieryjnej został zatrudniony w c. k. Namiestnictwie Galicji w charakterze adiunkta budownictwa. Po wybuchu I wojny światowej został powołany do armii austro-węgierskiej. Wziął udział w obronie twierdzy Przemyśl, a po jej kapitulacji w marcu 1915, dostał się do rosyjskiej niewoli. W końcu 1917 zbiegł z niewoli i został ponownie powołany do armii austro-węgierskiej. W sierpniu 1918 został reklamowany z wojska przez c. k. Namiestnictwo.
Od 1 listopada 1918 brał udział w obronie Lwowa na odcinku I. W walkach odznaczył się niezwykłą odwagą. W ogniu nieprzyjacielskich karabinów maszynowych zdobył seminarium ruskie i pocztę. 11 listopada został ciężko ranny. Następnie został przydzielony do Grupy Operacyjnej gen. Józefa Leśniewskiego na stanowisko szefa technicznego i wykonywał prace fortyfikacyjne na odcinku Bogdanówka pod silnym ostrzałem nieprzyjaciela. W 1919 został przydzielony do Dowództwa Okręgu Generalnego Warszawa na stanowisko zastępcy szefa saperów, a później przeniesiony do Poznania na stanowisko szefa Zarządu Fortyfikacji. 17 października 1919 został formalnie przyjęty do Wojska Polskiego z byłej armii austro-węgierskiej, z zatwierdzeniem posiadanego stopnia porucznika i zaliczony do rezerwy. W 1920 został przydzielony do 4 Grupy Fortyfikacyjnej. Prowadził prace fortyfikacyjne nad Bugiem, na odcinku od Hrubieszowa do Dubienka i we Włodawie. W czasie odwrotu otrzymał od szefa inżynierii i saperów 4 Armii rozkaz wysadzenia mostu w Uściługu. Pomimo braku odpowiednich saperów i pod ostrzałem nieprzyjaciela rozkaz wykonał. We Włodawie, pomimo trzykrotnego cofania się 4 Grupy Fortyfikacyjnej, pozostał na swoim odcinku aż do przybycia oddziałów Dywizji Górskiej generała Andrzeja Galicy, któremu protokolarnie przekazał odcinek umocniony. Za opisane wyżej czyny męstwa w czasie bitwy o Lwów i wojny z bolszewikami 15 pażdziernika 1921 ówczesny szef inżynierii i saperów Inspektoratu Armii w Krakowie, major Norbert Rustowski sporządził „wniosek na odznaczenie orderem«Virtuti Militari»”. Wniosek został poparty przez pułkownika Czesława Mączyńskiego i generała broni Tadeusza Rozwadowskiego.
Po zakończeniu działań wojennych został skierowany do Wyższej Szkoły Inżynierii w Wersalu. Od 1 czerwca 1921 jego oddziałem macierzystym był 5 pułk saperów w Krakowie. Po ukończeniu kursu i powrocie do kraju został przydzielony do Departamentu Inżynierii i Saperów Ministerstwa Spraw Wojskowych w Warszawie na stanowisko kierownika referatu. 3 maja 1922 został zweryfikowany w stopniu majora ze starszeństwem od 1 czerwca 1919 i 68. lokatą w korpusie oficerów inżynierii i saperów. W czerwcu 1923 został przeniesiony do korpusu oficerów kontrolerów. Początkowo został przydzielony do Grupy II Korpusu Kontrolerów. 31 marca 1924 prezydent RP nadał mu stopień podpułkownika ze starszeństwem z dnia 1 lipca 1923 i 6. lokatą w korpusie oficerów kontrolerów. Następnie został przydzielony do Grupy III, a później przesunięty na stanowisko szefa grupy. Z dniem 31 marca 1934 został przeniesiony do rezerwy z równoczesnym przeniesiem w rezerwie do korpusu oficerów inżynierii i saperów z przynależnością ewidencyjną do Oficerskiej Kadry Okręgowej Nr I. Po zwolnieniu z czynnej służby wojskowej został zatrudniony w Najwyższej Izbie Kontroli w Warszawie na stanowisku naczelnika pionu zajmującego się kontrolą kolei.
Po kampanii wrześniowej ewakuował się do Francji, gdzie został przydzielony do Biura Rejestracyjnego Ministerstwa Spraw Wojskowych. 31 października 1940 przybył do Samodzielnego Obozu Oficerskiego Rothesay, a 6 listopada komendant obozu zezwolił mu mieszkać prywatnie w hotelu „Grand Marino”. Od 1941 pracował w Biurze Najwyższej Izby Kontroli.
14 sierpnia 1923 w Warszawie ożenił się z Antoniną Henryką z Napiórkowskich (ur. 1901), z którą miał dwie córki: Marię (ur. 1924) i Alinę (ur. 1925).

## Ordery i odznaczenia
- Krzyż Srebrny Orderu Wojskowego Virtuti Militari nr 8193 – 4 sierpnia 1922[25][1]
- Krzyż Walecznych dwukrotnie[16][26]
- Złoty Krzyż Zasługi – 19 marca 1931 „za zasługi na polu administracji wojska”[27][28]
- Medal Pamiątkowy za Wojnę 1918–1921[1]
- Medal Dziesięciolecia Odzyskanej Niepodległości[1]